# Liste der Biografien/Meid
Liste der Biografien |
Portal Biografien |
Personensuche
# |
A |
B |
C |
D |
E |
F |
G |
H |
I |
J |
K |
L |
M |
N |
O |
P |
Q |
R |
S |
T |
U |
V |
W |
X |
Y |
Z |
?
 
Ma |
Mb |
Mc |
Md |
Me |
Mf |
Mg |
Mh |
Mi |
Mj |
Mk |
Ml |
Mm |
Mn |
Mo |
Mp |
Mq |
Mr |
Ms |
Mt |
Mu |
Mv |
Mw |
Mx |
My |
Mz
 
Mea–Mee |
Mef |
Meg |
Meh |
Mei |
Mej |
Mek |
Mel |
Mem |
Men |
Meo |
Mep |
Mer |
Mes |
Met |
Meu |
Mev |
Mew |
Mex |
Mey |
Mez
 
Meib |
Meic |
Meid |
Meie |
Meif |
Meig |
Meih |
Meij |
Meik |
Meil |
Meim |
Mein |
Meip |
Meir |
Meis |
Meit |
Meiu |
Meiw |
Meix |
Meiz
Die Liste der Biografien führt alle Personen auf, die in der deutschsprachigen Wikipedia einen Artikel haben. Dieses ist eine Teilliste mit 30 Einträgen von Personen, deren Namen mit den Buchstaben „Meid“ beginnt.

## Meid
- Meid, Dirk (* 1969), deutscher Politiker (SPD)
- Meid, Hans (1883–1957), deutscher Maler und Grafiker des Impressionismus
- Meid, Lothar (1942–2015), deutscher Bassist, Musikproduzent und Filmkomponist
- Meid, Max (1910–2009), deutscher Architekt
- Meid, Volker (* 1940), deutscher Literaturwissenschaftler und Herausgeber
- Meid, Wolfgang (* 1929), deutscher Sprachwissenschaftler und Indogermanist

### Meida
- Meidad, Jaakov (1919–2012), israelischer Agent
- Meidani, Rexhep (* 1944), albanischer Politiker und Präsident der Republik Albanien (1997–2002)

### Meide
- Meidele, Carina (* 1965), deutsche Curlerin
- Meidert, Ferdinand (1958–2017), deutscher Fußballfunktionär und Rechtsanwalt

### Meidi
- Meidias, attischer Politiker
- Meidias, griechischer Töpfer
- Meidias-Maler, griechischer Vasenmaler
- Meidinger, Heinrich (1831–1905), deutscher Physiker
- Meidinger, Heinz-Peter (* 1954), deutscher Gymnasiallehrer, Bundesvorsitzender des Deutschen Philologenverbandes (DPhV)Heinz-Peter Meidinger (* 1954)

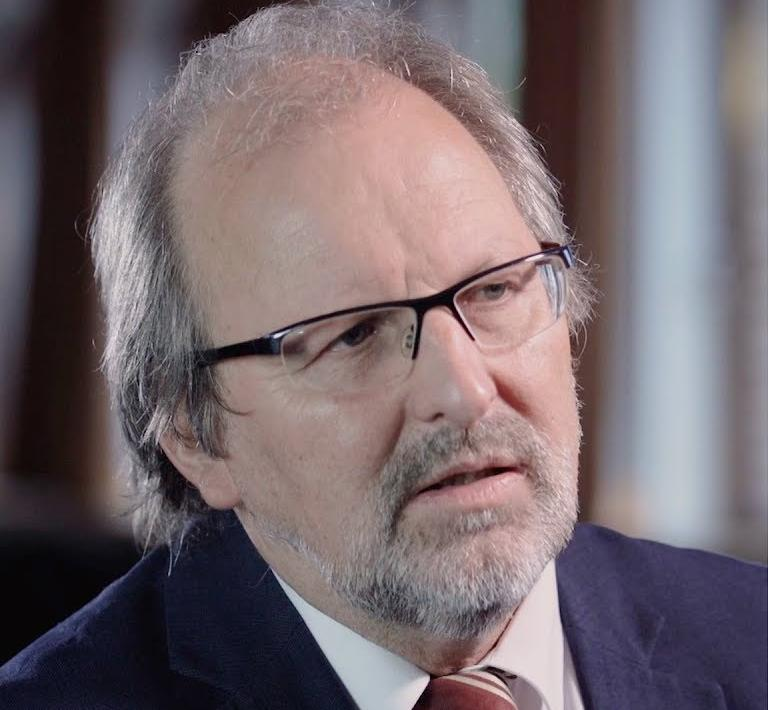
Heinz-Peter Meidinger (* 1954)

- Meidinger, Johann Heinrich (1792–1867), deutscher Kaufmann, Geograph und Reiseschriftsteller
- Meidinger, Johann Valentin (1756–1822), deutscher Romanist und Lehrbuchautor
- Meidinger, Johann Valentin (1797–1851), deutscher Verleger und Abgeordneter
- Meidinger, Josy (1899–1971), deutsche Malerin, Scherenschnittkünstlerin und Illustratorin
- Meidinger, Walter (1900–1965), deutscher Photochemiker
- Meidinger-Geise, Inge (1923–2007), deutsche Autorin

### Meidl
- Meidl, Theodor (1891–1969), österreichischer Verlagsleiter und Autor
- Meidlinger, Christian (* 1963), österreichischer Politiker (SPÖ), Landtagsabgeordneter und Gemeinderat
- Meidlinger, Christian (* 1971), österreichischer Radrennfahrer
- Meidlinger, Gregor (1874–1948), österreichischer Politiker (CSP)

### Meidn
- Meidner, Else (1901–1987), deutsche Grafikerin und Malerin
- Meidner, Ludwig (1884–1966), deutscher Maler des Expressionismus, Dichter und GrafikerLudwig Meidner (1884–1966)

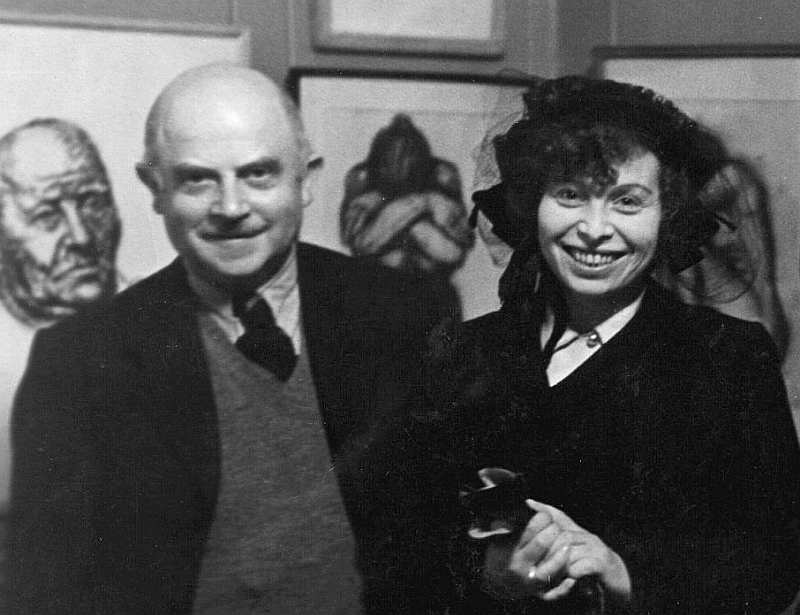
Ludwig Meidner (1884–1966)

- Meidner, Rudolf (1914–2005), schwedischer Ökonom

### Meidt
- Meidt, Hellmut (1910–1993), deutscher Fußballtrainer
- Meidt, Walter (1908–1929), deutscher Polizist